# خیابان مورنینگ ساید (تورنتو)
خیابان مورنینگ ساید (انگلیسی: Morningside Avenue) یک جاده شریانی حومه ای در تورنتو، انتاریو، کانادا است. این خیابان کاملاً در داخل اسکاربرو، تورنتو قرار دارد.